# Хаим Сутин
Хаим Сутин (на руски: Хаим Соломонович Сутин, на френски: Chaïm Soutine) е руско-еврейски художник-експресионист, живял и творил във Франция. Вдъхновен от класическата европейска художествена традиция и от творбите на Рембранд, Шарден и Курбе, Сутин изработва свой индивидуален стил, развиващ се в течението на абстрактния експресионизъм.

## Биография

### Ранен живот
Роден като Хаим-Иче Соломонович Сутин в град Смилавичи, Минска губерния на Руската империя. Бил е десетото от общо единадесет деца в семейството на шивача Соломон (Саломон, Залман) Мойсеевич Сутин (1858 – 1932) и Сара Сутина, по баща Хламовна (починала през 1938 г.). От 1910 до 1913 той учи в художествената академия във Вилнюс, една от малкото художествени академии, които за времето си приемат студенти евреи. През 1913 г. с приятелите си Пинхус Кремен и Мишел Кикоин – литовски евреи-художници, емигрират в Париж. Там Сутин започва да учи в Школата за изящни изкуства и работи в ателието на Фернан Кормон и скоро развива своя силно индивидуален стил и техника на рисуване.

### Творчество
Известно време Сутин и приятелите му живеят в Ла Руш, общежитие в Монпарнас за бедни хора на изкуството, където се срещат с Амедео Модиляни. Модиляни няколко пъти рисува портрети на Сутин, най-известният от които е от 1917 г., нарисуван върху вратата на апартамента на Леополд Зборовски, търговец на изкуство, който работи с тях. Зборовски издържа Сутин по време на Първата световна война, като го взема със себе си в Ница, за да избегне потенциално германско нахлуване в Париж.
След края на войната Пол Гийом, изключително влиятелен търговец на изкуство, започва да промотира работите на Сутин. През 1923 г. по време на изложба, организирана от Гийом, известният американски колекционер Албърт К. Барнс, откупува наведнъж 60 картини на Сутин. Художникът, който през всичките си години в Париж бил постоянно безпаричен, веднага взел парите, изтичал на улицата, махнал на едно такси и наредил на шофьора му да го откара в Ница на Френската Ривиера, на разстояние около 700 километра.

#### Картините с животински трупове
Известни са различни истории, при които Сутин ужасявал съседите си с говеждите трупове, които държал в ателието си, за да може да ги нарисува преди да ги ползва за храна. Веднъж смрадта накарала съседите му да извикат полицията, пред която Сутин дръпнал лекция за относителното значение на изкуството пред хигиената. Известна е и историята, при която Марк Шагал видял кръв от заклано животно да се стича по коридора изпод вратата на стаята на Сутин, и избягал крещейки „Някой е убил Сутин“.
Сутин нарисувал десет картини от тази серия, с която впоследствие добива и най-голямата си известност. Картините на животински трупове са вдъхновени от натюрморта на Рембранд на същата тема, „Заклан вол“ от 1655 г., която Сутин открива докато изучава в Лувъра творчеството на старите майстори.
Повечето от творбите си рисува от 1920 до 1929 г. В периода от 1930 до 1935 г. интериорната дизайнерка Мадлен Кастан и съпругът ѝ канят Сутин в лятната си вила в имението Лев, Северна Франция, и стават негови меценати. Така Сутин успява да организира първата си самостоятелна изложба в Чикаго през 1935 г. Той рядко излагал картините си, но взел участие във важната за времето си изложба „Произход и развитие на международното независимо изкуство“, провела се в Националната галерия „Жо дьо Пом“ през 1937 г. в Париж, където най-накрая той получава признание като майстор на четката.

### Късни години
Скоро след това Франция е окупирана от Германия и като евреин Сутин трябвало да избяга от френската столица и да се крие от Гестапо. Бяга от място на място и понякога е принуден да търси прикритие в гората и да спи под открито небе.
В резултат от недохранването през годините, Сутин страдал от кървяща стомашна язва. Стресът, свързан с укриването от нацистите, отключва проблема с язвата и налага Сутин да замине за Париж за спешна операция. Хирургическата интервенция обаче не успява да спаси живота му: на 9 август 1943 година Хаим Сутин умира от перфорация на стомашната язва. Погребан е на 11 август 1943 година в гробището на Монпарнас, Париж, в присъствието на свои приятели като писателя Макс Жакоб, Пабло Пикасо и Жан Кокто,

## Признание
През февруари 2006 г. маслено платно от противоречивата, но и иконична серия картини на Сутин с говежди трупове „Le Bœuf Écorché“ (1924) е продадено за рекордните 7,8 милиона евро на анонимен купувач в търг на лондонската аукционна къща Кристис. През февруари 2007 г., портрет от 1921 г. на неидентифициран мъж с червен шал, озаглавен „L'Homme au Foulard Rouge“, е продаден за 17,2 милиона щатски долара в аукционната къща Сотбис. През май 2015 г., картината „Le Bœuf“, нарисувана около 1923 г., маслени бои на платно, поставя нов рекорд за цена на творба на Сутин, когато е продадена от Кристис за над 28 милиона долара, по време на специален аукцион озаглавен „Напред към миналото“.
Роалд Дал използва Хаим Сутин като герой в разказа си от 1952 г. „Кожа“.
Еврейският музей в Ню Йорк прави две големи изложби на творби на Сутин: „Един експресионист в Париж: Картините на Хаим Сутин“ (1998) и „Хаим Сутин: Плът“ (2018).
През 2020, картината на Сутин „Ева“ се превръща в символ на демократичните протести в Беларус.